# بيت الصياد (الرجم)

تعديل مصدري - تعديل

بيت الصياد هي إحدى قرى عزلة الجرادي بمديرية الرجم التابعة لمحافظة المحويت، بلغ تعداد سكانها 120 نسمة حسب تعداد اليمن لعام 2004.